# Jinseong
Jinseong de Silla (c. 865–897) est la cinquante et unième monarque de l'ancien royaume coréen de Silla. Elle est la troisième et dernière reine après Seondeok et Jindeok. Son règne voit la fin de la Silla unifiée et le début des Trois Royaumes tardifs. 

## Biographie
Jinseong est la fille du roi Gyeongmun et de la reine Munui. Ses frères aînés Heongang et Jeonggang meurent sans héritiers, ce qui lui permet de monter sur le trône. Alors que Seondeok et Jindeok avaient posés les bases d'un royaume stable, le règne de Jinseong voit la fin de Silla. 
Jinseong est mentionnée dans le Samguk sagi pour sa conduite immorale et licencieuse. Elle aurait accepté des pots-de-vin, introduit des hommes dans le palais et entretenu une liaison avec le haut commandant Gakgan Wihong. À l'opposé, le Choe Chiwon la décrit comme une monarque au grand cœur. Il est plus probable que le Samguk Sagi, écrit par des confucianistes opposés à la domination féminine, trouve là une explication simpliste de la fin du royaume,. 
Pendant le règne de Jinseong, l'ordre public s'effondre. Les impôts ne sont plus collectés, ou plutôt ils demeurent dans les coffres des propriétaires terriens et le système de conscription militaire est anéanti. Pour maintenir les finances du royaume, elle essaie de forcer la collecte des taxes mais les fermiers et artisans finissent par payer les taxes à double, ce qui entraîne une explosion du brigandage rapidement organisé par des leaders rebels. 
Au cours de la 6e année du règne de la reine Jinseong (en 889), des scandales politiques entraînent le soulèvement de puissants clans et fermiers. À cette époque, Sangju voit les émeutes de Wonjong ( 元宗 ) et Aeno ( 哀奴 ). Ces turbulences provoquent l'effondrement de Silla, qui se divise ensuite en trois royaumes ultérieurs, dirigés respectivement par Yanggil de Bukwon, Gung Ye et Gyeon Hwon.
En 895, Jinseong est obligée de nommer Kim Yo, fils illégitime de son frère Heongang, prince héritier, et d'abdiquer en sa faveur le 4 juillet 897.
Elle meurt le 31 décembre 897. Elle est enterrée au nord du temple Sajasa à Gyeongju. 